# هيرمان باتاق
هيرمان باتاق هو لاعب كرة قدم إندونيسي في مركز حراسة المرمى، ولد في 16 مايو 1983 في ميدان في إندونيسيا. لعب مع PSM Makassar ‏.

## وصلات خارجية
- هيرمان باتاق على موقع قاعدة بيانات كرة القدم.إي يو (الإنجليزية)
- هيرمان باتاق على موقع Soccerway.com (الإنجليزية)